# Chaplin prodavačem párků
Chaplin prodavačem párků (v anglickém originále Mabel's Busy Day) je krátký němý komediální film z roku 1914. Hlavní role obsadili Charlie Chaplin a Mabel Normandová, která i napsala scénář a film režírovala.

## Děj
Mabel zkouší prodávat hot dogy na automobilovém závodišti, ale nemá dostatek zákazníků. Na chvíli odloží krabici s párky a odchází. Charlie krabici najde a začne rozdávat hot dogy hladovým divákům u trati, zatímco Mabel panicky zkouší najít svou zmizelou krabici. Mabel zpozoruje, že ji ukradl Charlie a zavolá na něj policistu. Charlie napadne policistu a rozpoutá rvačku s ním, s Mabel i s dalšími přihlížejícími.

## Obsazení
- Mabel Normandová – Mabel
- Charlie Chaplin – Opilec
- Chester Conklin – Policejní seržant
- Slim Summerville – Policista
- Billie Bennettová – Žena
- Harry McCoy – Zloděj hot dogů
- Wallace MacDonald – Divák
- Edgar Kennedy – Nerozhodný zákazník
- Al St. John – Policista
- Charley Chase – Divák
- Mack Sennett – Zákazník
- Henry Lehrman – Divák